# Caprella soyo
Caprella soyo is een vlokreeftensoort uit de familie van de Caprellidae. De wetenschappelijke naam van de soort is voor het eerst geldig gepubliceerd in 1934 door Arimoto.